# Kevin Freeman
Kevin Freeman (n. 21 octombrie 1941, Portland, Oregon, SUA – d. 10 martie 2023) a fost un sportiv ce a reprezentat Statele Unite ale Americii, medaliat olimpic. A participat la 3 ediții ale Jocurilor Olimpice (1964, 1968, 1972) în care a câștigat o medalie de argint.